# Flenio
Flenio oder Flenium war eine römische Siedlung in der Provinz Germania Inferior an der Straße von Ulpia Noviomagus Batavorum (Nijmegen) nach Lugdunum Batavorum (Katwijk). In der heutigen Landesgliederung ist der Ort in der niederländischen Provinz Südholland zu suchen.

## Quellen

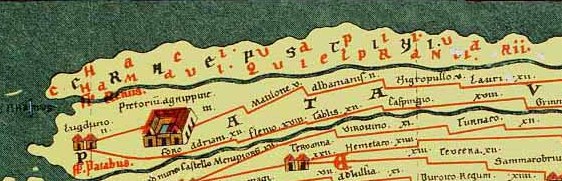
Flenio auf der Tabula Peutingeriana

## Lokalisierungsversuche
Abgesehen von der Erwähnung auf der Peutinger-Karte wurden bisher keine konkreten archäologischen oder historischen Hinweise auf die Lage von Flenium gefunden. An Spekulationen hat es jedoch nicht gefehlt. Im 18. Jahrhundert vermuteten der französische Kartograph Jean Baptiste Bourguignon d'Anville Flenium in Vlaardingen, und der niederländische Lokalhistoriker Jacobus Kok suchte es auf der ehemaligen Insel Putten auf. Auch in Crooswijk, einem Stadtteil von Rotterdam an der Mündung der Rotte wurde Ende des 19. Jahrhunderts eine Verbindung zu dort gemachten römischen Funden gesucht. Vlaardingen erscheint angesichts der auf der Peutinger-Karte angegebenen Entfernungen der bisher wahrscheinlichste Ort. In Vlaardingen wurden Spuren von Siedlungen aus der Römerzeit gefunden, aber es fehlen noch Hinweise auf eine größere Siedlung. Mehrere Autoren haben auch vorgeschlagen, dass Flenio eine Küstenschutzfestung gewesen sein könnte, die sich in der Nähe des heutigen Oostvoorne befunden habe, wo 1752 bei extrem niedrigem Wasserstand Steine und Fragmente von Fundamenten beobachtet wurden. Baggerarbeiten in diesem Gebiet führten im 20. Jahrhundert zu vielen römischen Funden. Dieser Standort erscheint jedoch weniger wahrscheinlich, da Flenium auf der Peutinger-Karte deutlich nördlich der Maas in einiger Entfernung von der Küste liegt, während sich Oostvoorne viel näher an der Küste und südlich der Maas befindet. Als jüngste Option wurde auch Naaldwijk vorgeschlagen. In Naaldwijk-Hoogwerf wurden Hinweise auf eine römische Flottenstation gefunden. Das Problem mit dieser Hypothese ist, dass die Entfernung zwischen Naaldwijk und Forum Hadriani viel kleiner ist als auf der Peutinger-Karte angegeben.